# Почётные граждане Нижнего Тагила
Почётные граждане Нижнего Тагила — перечень обладателей звания «Почётный гражданин города Нижний Тагил».
Звание присваивается персонально и пожизненно уроженцам, а также гражданам, проживающим или проживавшим в городе Нижний Тагил.

## История
Звание «Почётный гражданин Нижнего Тагила» учреждено 25 июля 1967 года решением Исполнительного комитета городского Совета народных депутатов. 25 сентября 1972 года Решением городского Совета депутатов трудящихся 6 сессии 13 созыва г. Нижний Тагил впервые пятерым горожанам было присвоено звание «Почетный гражданин города». Первыми его получили: участник Гражданской войны, персональный пенсионер союзного значения Филипп Николаевич Наумов, «народный директор» «Уралвагонзавода» Герой Социалистического Труда Иван Васильевич Окунев, машинист экскаватора главного карьера Высокогорского рудоуправления Герой Социалистического Труда Иван Тимофеевич Усольцев, сталевар НТМК Герой Социалистического Труда Анатолий Дмитриевич Морогов, заслуженный строитель РСФСР Лидия Сергеевна Писаренкова.
7 июня 2013 года в Нижнетагильском городском историческом архиве состоялось открытие выставки «Почетные граждане города Нижний Тагил», посвященная 30-летию почётного звания.

## Перечень
- Абдулкадыров, Ибрагим Абабакарович
- Абусов, Владимир Николаевич
- Абушкевич Владимир Иванович
- Андронов, Владислав Анатольевич
- Антонов, Владимир Иванович
- Арльт, Юрий Вольдемарович
- Аршанский,  Михаил Иосипович
- Бабайлов, Финопент Иванович
- Балашкин, Александр Нестерович
- Батухтин, Юрий Иванович
- Бачевский,  Николай Иванович
- Бедрик, Георгий Михайлович
- Беркутов, Никита Александрович
- Бок, Валерий Фёдорович
- Брисский,  Леонид Филиппович
- Вахрушев, Николай Александрович
- Ворончихина, Мария Яковлевна
- Гейцан, Борис Давидович
- Гердт, Александр Эммануилович
- Гуляев, Николай Яковлевич
- Гуськова, Татьяна Константиновна
- Гуторов, Анатолий Владимирович
- Данилов, Николай Игоревич
- Демидов, Акинфий Никитович
- Диденко, Николай Наумович
- Довгопол, Виталий Иванович
- Додор, Анатолий Прокофьевич
- Дьячков, Михаил Павлович
- Дятлова, Валентина Петровна
- Емельянова, (Бревнова) Татьяна Харлампьевна
- Есин, Виктор Дмитриевич
- Жуков, Николай Васильевич
- Зайцев, Геннадий Николаевич
- Зашляпин, Рудольф Александрович
- Здесенко, Виктор Григорьевич
- Злоченко, Анатолий Рахмаэльевич
- Зудов, Евгений Георгиевич
- Зюков, Алексей Кузьмич
- Ипатов, Виктор Иванович
- Казарин, Владимир Семёнович
- Казарин, Юрий Владимирович
- Калугина, Нина Александровна
- Карполь, Николай Васильевич
- Клабуков, Виктор Алексеевич
- Князев, Николай Иванович
- Комратов, Юрий Сергеевич
- Кононов, Александр Фёдорович
- Крамской, Михаил Павлович
- Крутяков, Иван Фёдорович
- Куйвашев, Евгений Владимирович
- Кушнарев, Алексей Владиславович
- Лаврова, Галина Даниловна
- Логинов, Валерий Николаевич
- Лопатин, Александр Александрович
- Маев, Сергей Александрович
- Малых, Николай Александрович
- Матвеев, Леонид Викторович
- Мелентьев, Юрий Серафимович
- Миронов, Алексей Тихонович
- Мишарин, Вячеслав Юрьевич
- Морогов, Анатолий Дмитриевич
- Мошинский,  Михаил Григорьевич
- Наливай Владимир Кириллович
- Наумов, Филипп Николаевич
- Николаев, Сергей Иванович
- Николашина, Мария Михайловна
- Новоженов, Денис Анатольевич
- Новожилов, Александр Михайлович
- Носов, Сергей Константинович
- Окунев, Иван Васильевич
- Орлов, Иван Абрамович
- Петров, Юрий Владимирович
- Писаренкова, Лидия Сергеевна
- Пислегина, Алла Владимировна
- Питерских Александр Иванович
- Погудин, Вячеслав Викторович
- Подлеснова, Нина Дмитриевна
- Поляков, Виктор Александрович
- Радаев, Владимир Григорьевич
- Россель, Эдуард Эргартович
- Рощупкин, Владимир Николаевич
- Руденко, Валерий Лукич
- Румянцев, Глеб Васильевич
- Семёнов, Иван Григорьевич
- Сиенко, Олег Викторович
- Симонов, Илья Николаевич
- Смелик Александр Сергеевич
- Смелянский,  Аркадий Зельманович
- Смирнов, Владимир Иванович[3]
- Соловьева, Валентина Васильевна
- Стариков, Виктор Павлович
- Талалаев, Николай Александрович
- Терликов, Иван Филиппович
- Тетюхин, Владислав Валентинович
- Тимашов, Алексей Егорович
- Третьяков, Михаил Андреевич
- Туровинин, Анатолий Николаевич
- Удовенко, Виктор Григорьевич
- Упоров, Геннадий Емельянович
- Урываева, Евгения Степановна
- Усольцев, Иван Тимофеевич
- Филин, Юрий Васильевич
- Фирстова, Нина Александровна
- Фурман Владимир Юрьевич
- Хараськин, Владимир Петрович
- Чашников, Петр Пименович
- Черемных, Яков, Андрианович
- Шапошников, Михаил Петрович
- Шарнин, Михаил Павлович
- Шарунова, Фелисата Васильевна
- Шипигусев, Сергей Павлович
- Штоббе, Фёдор Генрихович